# کریستین هارگریوس
کریستین هارگریوْسْ (انگلیسی: Christine Hargreaves؛ ‏ ۲۲ مارس ۱۹۳۹ – ۱۲ اوت ۱۹۸۴) بازیگر اهل بریتانیا بود.
از فیلم‌ها یا برنامه‌های تلویزیونی که وی در آن نقش داشته است، می‌توان به خیابان کورونیشن، دیوار پینک فلوید، ۱۹۱۹، هزار و نهصد و هشتاد و چهار، گرگ‌نمای آمریکایی در لندن و مزدور اشاره کرد.